# Sowjetischer Fußballpokal 1963
Der Sowjetische Fußballpokal 1963 war die 22. Austragung des sowjetischen Pokalwettbewerbs der Männer. Pokalsieger wurde Spartak Moskau. Das Team setzte sich im Finale gegen Titelverteidiger Schachtjor Donezk durch.

## Modus
Die 148 Drittligisten wurden in zehn Zonen unterteilt. Aus jeder Zone qualifizierte sich ein Team für die Finalrunde. Dort traten zunächst vier Finalsieger der Zonen gegen vier Drittligisten an, während die anderen sechs Zonensieger mit den anderen 14 Drittligisten in der zweiten Runde einstiegen. Die 20 Erstligisten kamen in der 3. Runde dazu.
Alle Begegnungen wurden in einem Spiel entschieden. Stand es nach regulärer Spielzeit unentschieden, wurde das Spiel um zweimal 15 Minuten verlängert. Stand danach kein Sieger fest, wurde die Begegnung am folgenden Tag an gleicher Stelle wiederholt.

## Teilnehmende Teams
| Perwaja Gruppa A (20) | Wtora Gruppa A (18) | Wtora Gruppa B (148) | Wtora Gruppa B (148) | Wtora Gruppa B (148) | Wtora Gruppa B (148) |
| Perwaja Gruppa A (20) | Wtora Gruppa A (18) | Zone Russland 1 (16) | Zone Russland 2 (17) | Zone Russland 3 (16) | Zone Russland 4 (16) |
| --- | --- | --- | --- | --- | --- |
| - Dynamo Moskau - Lokomotive Moskau - Spartak Moskau - Torpedo Moskau - ZSKA Moskau - Ararat Jerewan - Awangard Charkow - Dinamo Minsk - Dynamo Kiew - Dynamo Leningrad - Dinamo Tiflis - Kairat Alma-Ata - Krylja Sowetow Kuibyschew - Moldova Kischinjow - Neftjanik Baku - Pachtakor Taschkent - Schachtjor Donezk - SKA Rostow - Torpedo Kutaissi - Zenit Leningrad | - Alga Frunse - Daugava Riga - Dnjepr Dnjepropetrowsk - Karpaty Lwow - Kuban Krasnodar - Lokomotive Gomel - Lokomotive Tscheljabinsk - Metallurg Saporoschje - Schinnik Jaroslawl - Trud Woronesch - Trudowyje Reserwy Lugansk - Schachtjor Karaganda - SKA Nowosibirsk - Traktor Wolgograd - Tschernomorez Odessa - Uralmasch Swerdlowsk - Wolga Gorki - FK Žalgiris Vilnius | - Dynamo Brjansk - Metallurg Tscherepowez - Oneschez Petrosawodsk - Schachtjor Tula - Serp i Molot Moskau - Spartak Leningrad - Spartak Orjol - Spartak Rjasan - Sputnik Kaluga - Swesda Serpuchow - Traktor Wladimir - Tralflotowez Murmansk - Trud Noginsk - Trudowyje Reserwy Kursk - Wympel Kaliningrad - Wolga Kalinin | - Awangard Kolomna - Baltika Kaliningrad - Chimik Nowomoskowsk - Energija Woronesch - Neftjanik Sysran - Sarja Pensa - SKA Leningrad - Stroitel Saransk - Spartak Smolensk - Spartak Tambow - Tekstilschtschik Iwanowo - Textilschtschik Kostroma - Torpedo Lipezk - Torpedo Pawlowo - Snamja Truda Orechowo-Sujewo - Wolga Uljanowsk - Wolna Dserschinsk | - Dynamo Machatschkala - Dynamo Stawropol - Energija Wolschski - Progress Kamensk-Schachtinski - Rostselmasch Rostow - Schachtjor Schachty - Sokol Saratow - Spartak Naltschik - Spartak Ordschonikidse - Terek Grosny - Torpedo Armawir - Torpedo Taganrog - Trudowyje Reserwy Kislowodsk - Wolgar Astrachan - Uroschai Maikop - Zement Noworossijsk | - Chimik Beresniki - Chimik Salawat - Dynamo Kirow - Geolog Tjumen - Iskra Kasan - Lokomotive Orenburg - Metallurg Kuibyschew - Metallurg Magnitogorsk - Progress Selenodolsk - Saljut Kamensk-Uralski - Stroitel Kurgan - Stroitel Ufa - Swesda Perm - Trud Joschkar-Ola - Uralez Nischni Tagil - Zenit Ischewsk |
| Klass B (148) | | | | | |
| Zone Russland 5 (15) | Zone Ukraine 1 (13) | Zone Ukraine 1 (14) | Zone Ukraine 1 (13) | Zone Unionsrepubliken 1 (16) | Zone Unionsrepubliken 2 (12) |
| - Amur Blagoweschtschensk - Angara Irkutsk - Awangard Komsomolsk - Baikal Ulan-Ude - Chimik Kemerowo - Irtysch Omsk - Lokomotive Krasnojarsk - Lutsch Wladiwostok - Sabaikalez Tschita - Schachtjor Prokopjewsk - SibSelMasch Nowosibirsk - SKA Chabarowsk - Start Angarsk - Temp Barnaul - Tomitsch Tomsk                                                              | - Awangard Ternopol - Awangard Tschernowzy - Desna Tschernigow - Dynamo Chmelnizki - SKA Lwow - Neftjanik Drogobytsch - Lokomotive Winniza - Polissja Schitomir - SKA Kiew - Spartak Iwano-Frankiwsk - Kolchosnik Rowno - Werhowyna Uschgorod - Wolyn Luzk | - Asowstal Schdanow - Burewestnik Melitopol - Chimik Sewerodonezk - Lokomotive Donezk - Metallurg Jenakijewo - Metallurg Kertsch - Metallurg Kommunarsk - Awangard Kramatorsk - Schachtjor Gorlowka - Schachtjor Kadijiwka - SKF Sewastopol - Spartak Sumy - Tawrija Simferopol - Torpedo Charkow                           | - Arsenal Kiew - Awangard Scholtyje Wody - Dnepr Krementschug - Dnjeprovez Dnjeprodserschinsk - Gornjak Kriwoi Rog - Kolchosnik Tscherkassy - Kolchosnik Poltawa - Schachtjor Alexandrija - SKA Odessa - Stroitel Cherson - Sudostroitel Nikolajew - Swesda Kirowograd - Trubnik Nikopol                                                                  | - Dinamo Batumi - Dinamo Kirowabad - Dünamo Tallinn - Chimik Mogiljow - Dinamo Suchum - Dwina Witebsk - Granitas Klaipėda - Lori Kirowakan - Luceafărul Tiraspol - Metallurg Rustawi - Nairi Jerewan - Nistrul Bender - SKA Minsk - Spartak Brest - Stroitel Belzy - Zvejnieks Liepāja                                                                | - ADK Alma-Ata - Chimik Tschirtschik - Energetik Duschanbe - Kolchida Poti - Lokomotive Tiflis - Metallist Dschambul - Metallurg Schymkent - Neftjanik Fergana - Pamir Leninabad - Schirak Leninakan - Spartak Samarkand - Wostok Usk-Kamenogorsk                                                                 |

## Vorrunde

### Zone Russland 1

#### Achtelfinale
| Datum      |                         | Ergebnis  |                       |
| ---------- | ----------------------- | --------- | --------------------- |
| 02.05.1963 | Dynamo Brjansk          | 1:0       | Trud Noginsk          |
| 02.05.1963 | Metallurg Tscherepowez  | 1:2       | Spartak Leningrad     |
| 02.05.1963 | Schachtjor Tula         | 0:1       | Wolga Kalinin         |
| 02.05.1963 | Spartak Orjol           | 1:0       | Oneschez Petrosawodsk |
| 02.05.1963 | Spartak Rjasan          | 0:0 n. V. | Team Serpuchow        |
| 02.05.1963 | Sputnik Kaluga          | 1:2       | Wympel Kaliningrad    |
| 02.05.1963 | Traktor Wladimir        | 2:0       | Tralflotowez Murmansk |
| 02.05.1963 | Trudowyje Reserwy Kursk | 1:0       | Serp i Molot Moskau   |

##### Wiederholungsspiele
| Datum      |                | Ergebnis  |                  |
| ---------- | -------------- | --------- | ---------------- |
| 03.05.1963 | Spartak Rjasan | 0:0 n. V. | Swesda Serpuchow |
| 05.05.1963 | Spartak Rjasan | 0:1       | Swesda Serpuchow |

#### Viertelfinale
| Datum      |                         | Ergebnis  |                  |
| ---------- | ----------------------- | --------- | ---------------- |
| 09.05.1963 | Dynamo Brjansk          | 0:0 n. V. | Wolga Kalinin    |
| 09.05.1963 | Spartak Leningrad       | 2:1       | Spartak Orjol    |
| 09.05.1963 | Trudowyje Reserwy Kursk | 1:0       | Traktor Wladimir |
| 09.05.1963 | Wympel Kaliningrad      | 1:2       | Swesda Serpuchow |

##### Wiederholungsspiel
| Datum      |                | Ergebnis |               |
| ---------- | -------------- | -------- | ------------- |
| 10.05.1963 | Dynamo Brjansk | 1:2      | Wolga Kalinin |

#### Halbfinale
| Datum      |                  | Ergebnis |                         |
| ---------- | ---------------- | -------- | ----------------------- |
| 16.05.1963 | Wolga Kalinin    | 2:0      | Spartak Leningrad       |
| 16.05.1963 | Swesda Serpuchow | 8:1      | Trudowyje Reserwy Kursk |

#### Finale
| Datum      |               | Ergebnis  |                  |
| ---------- | ------------- | --------- | ---------------- |
| 23.05.1963 | Wolga Kalinin | 2:1 n. V. | Swesda Serpuchow |

### Zone Russland 2

#### 1. Runde
| Datum      |                | Ergebnis  |               |
| ---------- | -------------- | --------- | ------------- |
| 29.04.1963 | Torpedo Lipezk | 1:2 n. V. | SKA Leningrad |

#### Achtelfinale
| Datum      |                              | Ergebnis  |                          |
| ---------- | ---------------------------- | --------- | ------------------------ |
| 30.04.1963 | Snamja Truda Orechowo-Sujewo | 2:2 n. V. | Textilschtschik Kostroma |
| 02.05.1963 | Awangard Kolomna             | 1:0       | Wolna Dserschinsk        |
| 02.05.1963 | Chimik Nowomoskowsk          | 1:2       | Spartak Smolensk         |
| 02.05.1963 | Neftjanik Sysran             | 1:1 n. V. | Baltika Kaliningrad      |
| 02.05.1963 | Stroitel Saransk             | 2:1       | Energija Woronesch       |
| 02.05.1963 | Spartak Tambow               | 1:3       | SKA Leningrad            |
| 02.05.1963 | Sarja Pensa                  | 1:0       | Wolga Uljanowsk          |
| 02.05.1963 | Tekstilschtschik Iwanowo     | 3:2       | Torpedo Pawlowo          |

##### Wiederholungsspiele
| Datum      |                              | Ergebnis |                          |
| ---------- | ---------------------------- | -------- | ------------------------ |
| 01.05.1963 | Snamja Truda Orechowo-Sujewo | 1:2      | Textilschtschik Kostroma |
| 03.05.1963 | Neftjanik Sysran             | 1:0      | Baltika Kaliningrad      |

#### Viertelfinale
| Datum      |                          | Ergebnis  |                  |
| ---------- | ------------------------ | --------- | ---------------- |
| 09.05.1963 | Stroitel Saransk         | 0:2       | Neftjanik Sysran |
| 09.05.1963 | Tekstilschtschik Iwanowo | 1:1 n. V. | Spartak Smolensk |
| 09.05.1963 | Textilschtschik Kostroma | 0:0 n. V. | Awangard Kolomna |
| 09.05.1963 | Sarja Pensa              | 1:3       | SKA Leningrad    |

##### Wiederholungsspiele
| Datum      |                          | Ergebnis  |                  |
| ---------- | ------------------------ | --------- | ---------------- |
| 10.05.1963 | Tekstilschtschik Iwanowo | 1:0       | Spartak Smolensk |
| 10.05.1963 | Textilschtschik Kostroma | 2:1 n. V. | Awangard Kolomna |

#### Halbfinale
| Datum      |                          | Ergebnis |                          |
| ---------- | ------------------------ | -------- | ------------------------ |
| 16.05.1963 | SKA Leningrad            | 2:0      | Neftjanik Sysran         |
| 16.05.1963 | Tekstilschtschik Iwanowo | 3:1      | Textilschtschik Kostroma |

#### Finale
| Datum      |                          | Ergebnis |               |
| ---------- | ------------------------ | -------- | ------------- |
| 21.05.1963 | Tekstilschtschik Iwanowo | 1:2      | SKA Leningrad |

### Zone Russland 3

#### Achtelfinale
| Datum      |                               | Ergebnis  |                              |
| ---------- | ----------------------------- | --------- | ---------------------------- |
| 02.05.1963 | Dynamo Machatschkala          | 2:1       | Spartak Naltschik            |
| 02.05.1963 | Progress Kamensk-Schachtinski | 2:1       | Zement Noworossijsk          |
| 02.05.1963 | Schachtjor Schachty           | 2:1       | Dynamo Stawropol             |
| 02.05.1963 | Spartak Ordschonikidse        | 3:1       | Energija Wolschski           |
| 02.05.1963 | Terek Grosny                  | 2:1 n. V. | Sokol Saratow                |
| 02.05.1963 | Torpedo Armawir               | 1:2       | Torpedo Taganrog             |
| 02.05.1963 | Uroschai Maikop               | 1:3       | Rostselmasch Rostow          |
| 02.05.1963 | Wolgar Astrachan              | 0:4       | Trudowyje Reserwy Kislowodsk |

#### Viertelfinale
| Datum      |                               | Ergebnis  |                              |
| ---------- | ----------------------------- | --------- | ---------------------------- |
| 09.05.1963 | Dynamo Machatschkala          | 2:0       | Trudowyje Reserwy Kislowodsk |
| 09.05.1963 | Progress Kamensk-Schachtinski | 0:1       | Schachtjor Schachty          |
| 09.05.1963 | Terek Grosny                  | 3:1       | Spartak Ordschonikidse       |
| 09.05.1963 | Torpedo Taganrog              | 1:1 n. V. | Rostselmasch Rostow          |

##### Wiederholungsspiele
| Datum      |                  | Ergebnis  |                     |
| ---------- | ---------------- | --------- | ------------------- |
| 10.05.1963 | Torpedo Taganrog | 1:1 n. V. | Rostselmasch Rostow |
| 12.05.1963 | Torpedo Taganrog | 2:0       | Rostselmasch Rostow |

#### Halbfinale
| Datum      |                     | Ergebnis  |                      |
| ---------- | ------------------- | --------- | -------------------- |
| 16.05.1963 | Schachtjor Schachty | 3:2       | Torpedo Taganrog     |
| 16.05.1963 | Terek Grosny        | 1:2 n. V. | Dynamo Machatschkala |

#### Finale
| Datum      |                     | Ergebnis |                      |
| ---------- | ------------------- | -------- | -------------------- |
| 23.05.1963 | Schachtjor Schachty | 2:1      | Dynamo Machatschkala |

### Zone Russland 4

#### Achtelfinale
| Datum      |                        | Ergebnis  |                        |
| ---------- | ---------------------- | --------- | ---------------------- |
| 02.05.1963 | Geolog Tjumen          | 1:0       | Swesda Perm            |
| 02.05.1963 | Iskra Kasan            | 1:0       | Uralez Nischni Tagil   |
| 02.05.1963 | Chimik Salawat         | 2:1       | Zenit Ischewsk         |
| 02.05.1963 | Lokomotive Orenburg    | 2:1       | Metallurg Kuibyschew   |
| 02.05.1963 | Metallurg Magnitogorsk | 3:0       | Saljut Kamensk-Uralski |
| 02.05.1963 | Trud Joschkar-Ola      | 1:1 n. V. | Progress Selenodolsk   |
| 02.05.1963 | Stroitel Kurgan        | 2:1       | Chimik Beresniki       |
| 02.05.1963 | Stroitel Ufa           | 0:1       | Dynamo Kirow           |

##### Wiederholungsspiel
| Datum      |                   | Ergebnis |                      |
| ---------- | ----------------- | -------- | -------------------- |
| 03.05.1963 | Trud Joschkar-Ola | 0:1      | Progress Selenodolsk |

#### Viertelfinale
| Datum      |                        | Ergebnis |                      |
| ---------- | ---------------------- | -------- | -------------------- |
| 09.05.1963 | Dynamo Kirow           | 3:1      | Lokomotive Orenburg  |
| 09.05.1963 | Geolog Tjumen          | 1:0      | Stroitel Kurgan      |
| 09.05.1963 | Iskra Kasan            | 3:1      | Progress Selenodolsk |
| 07.04.1963 | Metallurg Magnitogorsk | 3:1      | Chimik Salawat       |

#### Halbfinale
| Datum      |              | Ergebnis |                        |
| ---------- | ------------ | -------- | ---------------------- |
| 16.05.1963 | Dynamo Kirow | 2:1      | Metallurg Magnitogorsk |
| 16.05.1963 | Iskra Kasan  | 5:0      | Geolog Tjumen          |

#### Finale
| Datum      |             | Ergebnis  |              |
| ---------- | ----------- | --------- | ------------ |
| 22.05.1963 | Iskra Kasan | 4:2 n. V. | Dynamo Kirow |

### Zone Russland 5

#### Achtelfinale
| Datum      |                         | Ergebnis  |                         |
| ---------- | ----------------------- | --------- | ----------------------- |
| 07.05.1963 | Awangard Komsomolsk     | 0:1 n. V. | SKA Chabarowsk          |
| 07.05.1963 | Irtysch Omsk            | 5:0 n. V. | Tomitsch Tomsk          |
| 07.05.1963 | Chimik Kemerowo         | 2:1       | Schachtjor Prokopjewsk  |
| 07.05.1963 | Lutsch Wladiwostok      | 1:1 n. V. | Amur Blagoweschtschensk |
| 07.05.1963 | SibSelMasch Nowosibirsk | 2:6       | Temp Barnaul            |
| 07.05.1963 | Start Angarsk           | 1:1 n. V. | Angara Irkutsk          |
| 07.05.1963 | Sabaikalez Tschita      | 2:1       | Baikal Ulan-Ude         |

##### Wiederholungsspiele
| Datum      |                    | Ergebnis |                         |
| ---------- | ------------------ | -------- | ----------------------- |
| 07.05.1963 | Lutsch Wladiwostok | 0:1      | Amur Blagoweschtschensk |
| 07.05.1963 | Start Angarsk      | 3:1      | Angara Irkutsk          |

#### Viertelfinale
| Datum      |                        | Ergebnis  |                         |
| ---------- | ---------------------- | --------- | ----------------------- |
| 07.05.1963 | Lokomotive Krasnojarsk | 1:0 n. V. | Chimik Kemerowo         |
| 07.05.1963 | SKA Chabarowsk         | 1:0       | Amur Blagoweschtschensk |
| 07.05.1963 | Temp Barnaul           | 1:0       | Irtysch Omsk            |
| 07.05.1963 | Sabaikalez Tschita     | 0:2       | Start Angarsk           |

#### Halbfinale
| Datum      |               | Ergebnis  |                        |
| ---------- | ------------- | --------- | ---------------------- |
| 07.05.1963 | Start Angarsk | 1:2 n. V. | SKA Chabarowsk         |
| 07.05.1963 | Temp Barnaul  | 1:0 n. V. | Lokomotive Krasnojarsk |

#### Finale
| Datum      |                | Ergebnis |              |
| ---------- | -------------- | -------- | ------------ |
| 07.05.1963 | SKA Chabarowsk | 2:0      | Temp Barnaul |

### Zone Ukraine 1

#### Achtelfinale
| Datum      |                         | Ergebnis |                    |
| ---------- | ----------------------- | -------- | ------------------ |
| 07.05.1963 | Desna Tschernigow       | 1:0      | Wolyn Luzk         |
| 07.05.1963 | Dynamo Chmelnizki       | 3:2      | SKA Lwow           |
| 07.05.1963 | Polissja Schitomir      | 3:0      | Kolchosnik Rowno   |
| 07.05.1963 | SKA Kiew                | 2:1      | Awangard Ternopol  |
| 07.05.1963 | Spartak Iwano-Frankiwsk | 1:0      | Lokomotive Winniza |

#### Viertelfinale
| Datum      |                         | Ergebnis |                       |
| ---------- | ----------------------- | -------- | --------------------- |
| 07.05.1963 | Awangard Tschernowzy    | 0:2      | SKA Kiew              |
| 07.05.1963 | Polissja Schitomir      | 1:0      | Desna Tschernigow     |
| 07.05.1963 | Spartak Iwano-Frankiwsk | 2:0      | Dynamo Chmelnizki     |
| 07.05.1963 | Werhowyna Uschgorod     | 2:1      | Neftjanik Drogobytsch |

#### Halbfinale
| Datum      |                     | Ergebnis  |                         |
| ---------- | ------------------- | --------- | ----------------------- |
| 07.05.1963 | Polissja Schitomir  | 2:3 n. V. | SKA Kiew                |
| 07.05.1963 | Werhowyna Uschgorod | 1:2       | Spartak Iwano-Frankiwsk |

#### Finale
| Datum      |                         | Ergebnis |          |
| ---------- | ----------------------- | -------- | -------- |
| 07.05.1963 | Spartak Iwano-Frankiwsk | 2:1      | SKA Kiew |

### Zone Ukraine 2

#### Achtelfinale
| Datum      |                       | Ergebnis |                      |
| ---------- | --------------------- | -------- | -------------------- |
| 17.04.1963 | Asowstal Schdanow     | 1:2      | Schachtjor Kadijiwka |
| 17.04.1963 | Burewestnik Melitopol | 1:0      | Spartak Sumy         |
| 17.04.1963 | Lokomotive Donezk     | 2:0      | Metallurg Kertsch    |
| 17.04.1963 | Schachtjor Gorlowka   | 0:2      | Torpedo Charkow      |
| 17.04.1963 | SKF Sewastopol        | 2:1      | Metallurg Kommunarsk |
| 17.04.1963 | Tawrija Simferopol    | 3:0      | Awangard Kramatorsk  |

#### Viertelfinale
| Datum      |                      | Ergebnis  |                       |
| ---------- | -------------------- | --------- | --------------------- |
| 24.04.1963 | Chimik Sewerodonezk  | 2:0       | Burewestnik Melitopol |
| 24.04.1963 | Metallurg Jenakijewo | 1:2       | SKF Sewastopol        |
| 24.04.1963 | Schachtjor Kadijiwka | 1:0 n. V. | Torpedo Charkow       |
| 24.04.1963 | Tawrija Simferopol   | 1:0       | Lokomotive Donezk     |

#### Halbfinale
| Datum      |                      | Ergebnis  |                     |
| ---------- | -------------------- | --------- | ------------------- |
| 05.05.1963 | Schachtjor Kadijiwka | 0:1 n. V. | Chimik Sewerodonezk |
| 05.05.1963 | SKF Sewastopol       | 2:0       | Tawrija Simferopol  |

#### Finale
| Datum      |                | Ergebnis |                     |
| ---------- | -------------- | -------- | ------------------- |
| 22.05.1963 | SKF Sewastopol | 1:2      | Chimik Sewerodonezk |

### Zone Ukraine 3

#### Achtelfinale
| Datum      |                         | Ergebnis  |                               |
| ---------- | ----------------------- | --------- | ----------------------------- |
| 17.04.1963 | Awangard Scholtyje Wody | 2:0       | Dnjeprovez Dnjeprodserschinsk |
| 17.04.1963 | Kolchosnik Tscherkassy  | 1:0 n. V. | Swesda Kirowograd             |
| 17.04.1963 | Schachtjor Alexandrija  | 2:1       | Dnepr Krementschug            |
| 17.04.1963 | Stroitel Cherson        | 2:0       | Kolchosnik Poltawa            |
| 17.04.1963 | Sudostroitel Nikolajew  | 2:1       | Arsenal Kiew                  |

#### Viertelfinale
| Datum      |                        | Ergebnis  |                         |
| ---------- | ---------------------- | --------- | ----------------------- |
| 17.04.1963 | SKA Odessa             | 4:0       | Gornjak Kriwoi Rog      |
| 24.04.1963 | Kolchosnik Tscherkassy | 2:1       | Schachtjor Alexandrija  |
| 24.04.1963 | Stroitel Cherson       | 0:0 n. V. | Awangard Scholtyje Wody |
| 24.04.1963 | Trubnik Nikopol        | 0:2       | Sudostroitel Nikolajew  |

##### Wiederholungsspiel
| Datum      |                  | Ergebnis |                         |
| ---------- | ---------------- | -------- | ----------------------- |
| 25.04.1963 | Stroitel Cherson | 1:2      | Awangard Scholtyje Wody |

#### Halbfinale
| Datum      |                         | Ergebnis |                        |
| ---------- | ----------------------- | -------- | ---------------------- |
| 05.05.1963 | Awangard Scholtyje Wody | 0:1      | SKA Odessa             |
| 05.05.1963 | Sudostroitel Nikolajew  | 2:0      | Kolchosnik Tscherkassy |

#### Finale
| Datum      |                        | Ergebnis |            |
| ---------- | ---------------------- | -------- | ---------- |
| 12.05.1963 | Sudostroitel Nikolajew | 0:1      | SKA Odessa |

### ZoneUnionsrepubliken1

#### Achtelfinale
| Datum      |                   | Ergebnis  |                     |
| ---------- | ----------------- | --------- | ------------------- |
| 07.04.1963 | Nairi Jerewan     | 2:0       | Dinamo Suchum       |
| 14.04.1963 | Dinamo Kirowabad  | 1:0 n. V. | Zvejnieks Liepāja   |
| 07.05.1963 | Dinamo Batumi     | 1:0       | Stroitel Belzy      |
| 07.05.1963 | Chimik Mogiljow   | 1:0       | Dwina Witebsk       |
| 07.05.1963 | Metallurg Rustawi | 2:3 n. V. | Luceafărul Tiraspol |
| 07.05.1963 | Nistrul Bender    | 1:0 n. V. | Lori Kirowakan      |
| 07.05.1963 | SKA Minsk         | 0:1       | Dünamo Tallinn      |
| 07.05.1963 | Spartak Brest     | 0:2       | Granitas Klaipėda   |

#### Viertelfinale
| Datum      |                     | Ergebnis |                  |
| ---------- | ------------------- | -------- | ---------------- |
| 07.05.1963 | Dünamo Tallinn      | 2:0      | Nistrul Bender   |
| 07.05.1963 | Granitas Klaipėda   | 3:2      | Chimik Mogiljow  |
| 07.05.1963 | Luceafărul Tiraspol | 2:0      | Dinamo Kirowabad |
| 07.05.1963 | Nairi Jerewan       | 1:0      | Dinamo Batumi    |

#### Halbfinale
| Datum      |                | Ergebnis |                     |
| ---------- | -------------- | -------- | ------------------- |
| 07.05.1963 | Dünamo Tallinn | 5:0      | Granitas Klaipėda   |
| 07.05.1963 | Nairi Jerewan  | 5:1      | Luceafărul Tiraspol |

#### Finale
| Datum      |                | Ergebnis |               |
| ---------- | -------------- | -------- | ------------- |
| 07.05.1963 | Dünamo Tallinn | 3:2      | Nairi Jerewan |

### Zone Unionsrepubliken 2

#### Achtelfinale
| Datum      |                        | Ergebnis  |                     |
| ---------- | ---------------------- | --------- | ------------------- |
| 07.04.1963 | Schirak Leninakan      | 2:2 n. V. | Lokomotive Tiflis   |
| 14.04.1963 | Neftjanik Fergana      | 0:1       | Chimik Tschirtschik |
| 14.04.1963 | Pamir Leninabad        | 1:0       | Metallist Dschambul |
| 14.04.1963 | Wostok Usk-Kamenogorsk | 0:1       | Kolchida Poti       |

##### Wiederholungsspiel
| Datum      |                   | Ergebnis |                   |
| ---------- | ----------------- | -------- | ----------------- |
| 08.04.1963 | Schirak Leninakan | 2:0      | Lokomotive Tiflis |

#### Viertelfinale
| Datum      |                     | Ergebnis  |                     |
| ---------- | ------------------- | --------- | ------------------- |
| 24.04.1963 | Chimik Tschirtschik | 1:0 n. V. | Pamir Leninabad     |
| 11.05.1963 | ADK Alma-Ata        | 0:2       | Spartak Samarkand   |
| 11.05.1963 | Energetik Duschanbe | 3:2       | Metallurg Schymkent |
| 11.05.1963 | Kolchida Poti       | 1:0       | Schirak Leninakan   |

#### Halbfinale
| Datum      |                   | Ergebnis |                     |
| ---------- | ----------------- | -------- | ------------------- |
| 15.05.1963 | Spartak Samarkand | 1:0      | Chimik Tschirtschik |
| 17.05.1963 | Kolchida Poti     | 1:2      | Energetik Duschanbe |

#### Finale
| Datum      |                   | Ergebnis |                     |
| ---------- | ----------------- | -------- | ------------------- |
| 21.05.1963 | Spartak Samarkand | 3:2      | Energetik Duschanbe |

## Finalrunde

### 1. Runde
Teilnehmer: Vier Zonensieger mit Heimrecht und vier Zweitligisten.
| Datum      |                     | Ergebnis |                      |
| ---------- | ------------------- | -------- | -------------------- |
| 25.05.1963 | Chimik Sewerodonezk | 2:0      | Kuban Krasnodar      |
| 25.05.1963 | Schachtjor Schachty | 4:1      | Alga Frunse          |
| 25.05.1963 | SKA Leningrad       | 2:1      | Tschernomorez Odessa |
| 25.05.1963 | Spartak Samarkand   | 2:3      | Schachtjor Karaganda |

### 2. Runde
Teilnehmer: Die vier Sieger der 1. Runde, die sechs anderen Zonensieger und die 14 verbliebenen Zweitligisten.
| Datum      |                         | Ergebnis  |                           |
| ---------- | ----------------------- | --------- | ------------------------- |
| 29.05.1963 | SKA Odessa              | 1:0       | Karpaty Lwow              |
| 08.06.1963 | Dünamo Tallinn          | 0+:- 1    | Uralmasch Swerdlowsk      |
| 08.06.1963 | Iskra Kasan             | 1:2       | Metallurg Saporoschje     |
| 08.06.1963 | SKA Leningrad           | 0:0 n. V. | Chimik Sewerodonezk       |
| 08.06.1963 | Spartak Iwano-Frankiwsk | 0:2       | Daugava Riga              |
| 11.06.1963 | Schachtjor Karaganda    | 2:0       | Schachtjor Schachty       |
| 12.06.1963 | Dnjepr Dnjepropetrowsk  | 2:2 n. V. | FK Žalgiris Vilnius       |
| 12.06.1963 | Lokomotive Gomel        | 3:3 n. V. | Lokomotive Tscheljabinsk  |
| 12.06.1963 | Schinnik Jaroslawl      | 0:0 n. V. | Wolga Gorki               |
| 12.06.1963 | SKA Chabarowsk          | 2:0       | Traktor Wolgograd         |
| 12.06.1963 | SKA Nowosibirsk         | 1:0       | Trudowyje Reserwy Lugansk |
| 12.06.1963 | Wolga Kalinin           | 1:1 n. V. | Trud Woronesch            |

#### Wiederholungsspiele
| Datum      |                        | Ergebnis  |                          |
| ---------- | ---------------------- | --------- | ------------------------ |
| 09.06.1963 | SKA Leningrad          | 2:1 n. V. | Chimik Sewerodonezk      |
| 13.06.1963 | Dnjepr Dnjepropetrowsk | 1:2 n. V. | FK Žalgiris Vilnius      |
| 13.06.1963 | Schinnik Jaroslawl     | 3:1       | Wolga Gorki              |
| 13.06.1963 | Wolga Kalinin          | 2:1       | Trud Woronesch           |
| 13.06.1963 | Lokomotive Gomel       | 0:0 n. V. | Lokomotive Tscheljabinsk |
| 15.06.1963 | Lokomotive Gomel       | 3:1       | Lokomotive Tscheljabinsk |

### 3. Runde
In dieser Runde stiegen die 20 Erstligisten ein.
| Datum      |                       | Ergebnis  |                           |
| ---------- | --------------------- | --------- | ------------------------- |
| 23.05.1963 | Torpedo Moskau        | 2:0       | Ararat Jerewan            |
| 15.06.1963 | ZSKA Moskau           | 0:1       | Schachtjor Donezk         |
| 16.06.1963 | Daugava Riga          | 3:0       | Awangard Charkow          |
| 16.06.1963 | Dynamo Leningrad      | 5:1       | Pachtakor Taschkent       |
| 16.06.1963 | Dünamo Tallinn        | 0:0 n. V. | Krylja Sowetow Kuibyschew |
| 16.06.1963 | Metallurg Saporoschje | 1:0       | SKA Rostow                |
| 16.06.1963 | Schachtjor Karaganda  | 3:0       | Zenit Leningrad           |
| 16.06.1963 | Schinnik Jaroslawl    | 0:3       | Spartak Moskau            |
| 16.06.1963 | SKA Chabarowsk        | 1:1 n. V. | Torpedo Kutaissi          |
| 16.06.1963 | SKA Leningrad         | 0:1       | Kairat Alma-Ata           |
| 16.06.1963 | SKA Nowosibirsk       | 3:1 n. V. | Neftjanik Baku            |
| 16.06.1963 | SKA Odessa            | 0:1       | Dynamo Moskau             |
| 16.06.1963 | Wolga Kalinin         | 4:2 n. V. | Dinamo Tiflis             |
| 16.06.1963 | FK Žalgiris Vilnius   | 2:4       | Moldova Kischinjow        |
| 17.06.1963 | Dynamo Kiew           | 2:0       | Lokomotive Moskau         |
| 17.06.1963 | Dinamo Minsk          | 3:0       | Lokomotive Gomel          |

#### Wiederholungsspiele
| Datum      |                | Ergebnis |                           |
| ---------- | -------------- | -------- | ------------------------- |
| 17.06.1963 | Dünamo Tallinn | 3:1      | Krylja Sowetow Kuibyschew |
| 17.06.1963 | SKA Chabarowsk | 1:0      | Torpedo Kutaissi          |

### Achtelfinale
| Datum      |                    | Ergebnis |                       |
| ---------- | ------------------ | -------- | --------------------- |
| 28.06.1963 | Daugava Riga       | 0:1      | Dinamo Minsk          |
| 28.06.1963 | Dynamo Leningrad   | 2:1      | Wolga Kalinin         |
| 28.06.1963 | Kairat Alma-Ata    | 3:1      | Metallurg Saporoschje |
| 28.06.1963 | Moldova Kischinjow | 2:0      | Dünamo Tallinn        |
| 28.06.1963 | Schachtjor Donezk  | 4:1      | Torpedo Moskau        |
| 28.06.1963 | SKA Chabarowsk     | 1:0      | SKA Nowosibirsk       |
| 28.06.1963 | Spartak Moskau     | 1:0      | Dynamo Kiew           |
| 29.06.1963 | Dynamo Moskau      | 2:1      | Schachtjor Karaganda  |

### Viertelfinale
| Datum      |                    | Ergebnis  |                  |
| ---------- | ------------------ | --------- | ---------------- |
| 17.07.1963 | Schachtjor Donezk  | 2:1       | SKA Chabarowsk   |
| 26.07.1963 | Moldova Kischinjow | 1:1 n. V. | Kairat Alma-Ata  |
| 03.08.1963 | Dinamo Minsk       | 0:2 n. V. | Dynamo Moskau    |
| 03.08.1963 | Spartak Moskau     | 4:1       | Dynamo Leningrad |

#### Wiederholungsspiel
| Datum      |                    | Ergebnis |                 |
| ---------- | ------------------ | -------- | --------------- |
| 27.07.1963 | Moldova Kischinjow | 0:1      | Kairat Alma-Ata |

### Halbfinale
| Datum      |                   | Ergebnis  |                 |
| ---------- | ----------------- | --------- | --------------- |
| 07.04.1963 | Schachtjor Donezk | 2:1 n. V. | Kairat Alma-Ata |
| 07.04.1963 | Spartak Moskau    | 2:0       | Dynamo Moskau   |

### Finale
| Paarung           | Spartak Moskau – Schachtjor Donezk |
| Ergebnis          | 2:1 (1:1) |
| Datum             | 10. August 1963 |
| Stadion           | Olympiastadion Luschniki, Moskau |
| Zuschauer         | 104.000 |
| Schiedsrichter    | Wladimir Chodin |
| Tore              | 0:1 Oleg Kolossow (8.) 1:1 Galimsjan Chussainow (10.) 2:1 Juri Falin (62.) |
| Spartak Moskau    | Wladimir Maslatschenko – Anatoli Soldatow, Waleri Dikarew, Anatoli Krutikow – Alexei Kornejew, Igor Netto – Wjatscheslaw Ambarzumjan, Juri Falin – Gennadi Logofet, Juri Sewidow, Galimsjan Chussainow (87. Waleri Reingold) Cheftrainer: Nikita Simonjan |
| Schachtjor Donezk | Leonid Klujew – Wladimir Salkow, Gennadi Snegirjow, Wjatscheslaw Aljabjew – Wladimir Sorokin, Wiktor Nossow – Anatoli Rodin, Oleg Kolossow – Juri Anantschenko, Dmitri Misernyj, Walentin Sapronow (46. Witali Chmelnizkij). Cheftrainer: Oleg Oschenkow  |